# سنكر السفلى
قرية سنكر السفلى (بالكردية: سەنگەری خواروو)‏ هي إحدى قرى ناحية قورة تو في قضاء خانقين ضمن الحدود الإدارية لمحافظة السليمانية لأنها ضمن مناطق إدارة كرميان في إقليم كردستان العراق.